# Stumpffia tridactyla
Stumpffia tridactyla är en groddjursart som beskrevs av Jean Guibé 1975. Stumpffia tridactyla ingår i släktet Stumpffia och familjen Microhylidae. IUCN kategoriserar arten globalt som otillräckligt studerad. Inga underarter finns listade i Catalogue of Life.